# Cissus koordersii
Cissus koordersii är en vinväxtart som först beskrevs av Cornelis Andries Backer, och fick sitt nu gällande namn av Gerda Jane Hillegonda Amshoff. Cissus koordersii ingår i släktet Cissus och familjen vinväxter. Inga underarter finns listade i Catalogue of Life.